# Unsplash
Unsplash是一个免费的照片共享网站。攝影師可以将照片上传到Unsplash，照片编辑者们会对用户上传的照片进行整理。Unsplash使用了较为自由的著作權许可条款，这让Unsplash成为了互联网上最大的摄影照片供应商之一，其网站上的照片经常在文章配图中出现。截止至2020年4月，该网站拥有超过18万名摄影师，图库中储存了超过160万张照片。Unsplash被《福布斯》、《企业家杂志》、CNET和The Next Web评为全球领先的摄影网站之一。

## 历史
蒙特利尔企业家Mikael Cho在为其公司Crew创建新主页时，无法找到合适的照片图库，于是他聘请了摄影师为其拍摄照片。之后，Cho在Tumblr上发布了这些照片，并邀请人们使用这些照片。在2013年，Cho建立了Unsplash，并在HackerNews上分享了网址。Unsplash推出的第一天访问量就超过50,000人次。
在2017年6月之前上传到Unsplash的照片，都遵循CC0许可协议，该许可协议允许人们自由使用、修改和重新混合照片。2017年6月Unsplash对许可协议进行了修改，用户可以在新的“Unsplash许可协议”下使用照片，新的协议相比之前的CC0协议增加了一些限制。
最初，第一批Unsplash照片由创始人Cho提供。现在，该网站由业余和专业摄影师提供资源。由于提交的照片数量庞大，该网站雇用了一支编辑团队和从Unsplash社区中挑选的“策展人”，其中包括Guy Kawasaki、纳斯等人。

## 许可协议
在2017年6月5日新的“Unsplash许可协议”发布之前，在Unsplash上发布的照片均受CC0许可证保护。
2017年6月5日，Unsplash照片在“Unsplash许可协议”下发布。该许可证和先前的CC0许可证区别在于，Unsplash许可证不允许从Unsplash大量爬取照片，以创建一个与Unsplash有着相似功能或与Unsplash相竞争的网站。两种许可均允许浏览者“在没有征得摄影师或Unsplash许可的情况下，可以自由使用、复制、修改与分发照片，也可以将照片用于商业目的”在更改為Unsplash许可协议後，上傳者已無法透過CC0许可证發布。知识共享協議主任Ryan Merkley指出Unsplash许可协议不屬於公有领域、也與知识共享協議不相容。原上傳者必須提供額外的CC許可協議。他要求Unsplash提供或保存所有先前使用CC0许可证發布的作品。
Unsplash照片的版权归属一直是摄影界争论的话题。一些公司使用免费的Unsplash摄影来获取利润而没有向摄影师支付报酬。Unsplash表示不支持这种做法。

## Unsplash实体书
2016年，Unsplash发布了Unsplash Book，这是世界上“有史以来第一本完全由群众外包的方式出版的书”。这本书的照片、文章和经费均由Unsplash社区贡献。这本书在Kickstarter上筹集到了106,000美元，其中包括了哈佛大学法学教授、知识共享的创始人劳伦斯·莱西格的捐款。